# La Débâcle
La Débâcle est un roman d’Émile Zola publié en 1892, le dix-neuvième volume de la série Les Rougon-Macquart, dont il constitue la conclusion historique.
Le premier roman (La Fortune des Rougon) évoquait le coup d’État du 2 décembre 1851, qui mit en place le Second Empire ; celui-ci a pour cadre la déroute de l’armée française devant les Prussiens à Sedan pendant la guerre franco-allemande de 1870, et donc la chute de l’Empire, remplacé le 4 septembre 1870 par la Troisième République.

## Résumé
Jean Macquart, déjà personnage principal de La Terre, a repris du service dans l’armée, après ses désillusions dans le monde paysan. Incorporé dans le 106e de ligne, il est caporal et ses hommes le respectent pour son bon sens, son dévouement et sa saine conception de l’autorité. Il assiste impuissant à l’effondrement de l’Empire et à la déroute de ses armées, que Zola attribue à l’incompétence de l’état-major, au manque de préparation des troupes et au rôle néfaste joué par l’impératrice Eugénie auprès de Napoléon III.
C’est aussi l’histoire d’une amitié qui finira en drame entre Jean Macquart et l’un de ses soldats, l’intellectuel Maurice Levasseur. Le premier veut une France où règnent l’ordre et la sagesse ; le second souhaite mettre fin aux injustices et rêve de révolution. Ces divergences idéologiques ne les empêchent pas de s’aimer et de se respecter, chacun sauvant la vie de l’autre. Une fois la guerre finie, tous deux participent à la Commune, mais dans des camps différents. Lors de la Semaine sanglante, le versaillais Macquart blesse mortellement d’un coup de baïonnette un communard ; il s’aperçoit par la suite que c’est Levasseur. Jean Macquart, qui était sur le point d’épouser Henriette, sœur de Levasseur, quittera Paris et l’armée. On le retrouve ensuite dans Le Docteur Pascal, vivant en Provence et marié à une paysanne du nom de Mélanie Vial.
Un peu comme dans Germinal, le roman se termine par une note d’espoir. Alors que Paris brûle et que Jean vient de perdre à la fois son meilleur ami et la jeune femme qu’il aimait, il a la sensation d’une aurore qui se lève, après la chute de la branche pourrie qui constituait l’Empire :

« C’était le rajeunissement certain de l’éternelle nature, de l’éternelle humanité, le renouveau promis à qui espère et travaille, l’arbre qui jette une nouvelle tige puissante, quand on a coupé la branche pourrie, dont la sève empoisonnée jaunissait les feuilles… et Jean, le plus humble et le plus douloureux, s’en alla, marchant à l’avenir, à la grande et rude besogne de toute une France à refaire. »

## Thème
Le roman est une dénonciation implacable de la guerre et de ses horreurs, qui court du début à la fin du roman, ce qui vaudra à son auteur des détracteurs qui ne lui pardonneront pas, même après sa mort, ses prises de positions. Lors d’un débat à la Chambre des députés sur le transfert des cendres de Zola au Panthéon, le 19 mars 1908, Louis Buyat répond à Barrès sur le prétendu antipatriotisme de l’auteur de La Débâcle par les mots mêmes de l’auteur : « D’abord, dire la vérité sur l’effroyable catastrophe dont la France a failli mourir. […] Tout en ne cachant rien, j’ai voulu expliquer nos désastres », puis conclut par : « Je tenais à apporter cette citation ; c’est vraiment un moyen facile  de venir dénoncer ici Émile Zola comme antipatriote, alors qu’au contraire cette lettre indique sa constante préoccupation d’éviter à son pays les retours de l’histoire. »